# Anouar Kali
Anouar Kali (* 3. Juni 1991 in Utrecht, Provinz Utrecht) ist ein marokkanisch-niederländischer Fußballspieler, der auf der Position des Mittelfeldspielers spielt.

## Karriere
Kali begann seine Karriere in seiner Heimatstadt Utrecht, wo er für den örtlichen FC 50 mal in der Eredivisie spielte. 2013 wechselte er für eine Saison zum Ligakonkurrenten Roda Kerkrade. 2014 wurde Kali vom FC Utrecht verpflichtet, für den er 13 Partien in der Eredivisie absolvierte. 2015 wechselte er nach Katar zu Al-Arabi, von wo aus er direkt zum Al-Mesaimeer SC ausgeliehen wurde. Nach Leihende war Kali für kurze Zeit vereinslos, bis ihn 2016 Willem II Tilburg verpflichtete.